# Аксийський район
Аксийський район (кирг. Аксы району) — район Джалал-Абадської області Киргизстану. Центр — місто Кербен.